# Musée d'Art Gyllenberg
Pour les articles homonymes, voir Gyllenberg.
Le musée d'Art Gyllenberg (finnois : Gyllenbergin taidemuseo ; suédois : Konstmuseet Villa Gyllenberg) ou Villa Gyllenberg est un musée dans le quartier de Kuusisaari à Helsinki en Finlande.

## Description
Le musée est situé au sud-ouest de Kuusisaari à trois cents mètres du musée d'Art Didrichsen.

## Galerie

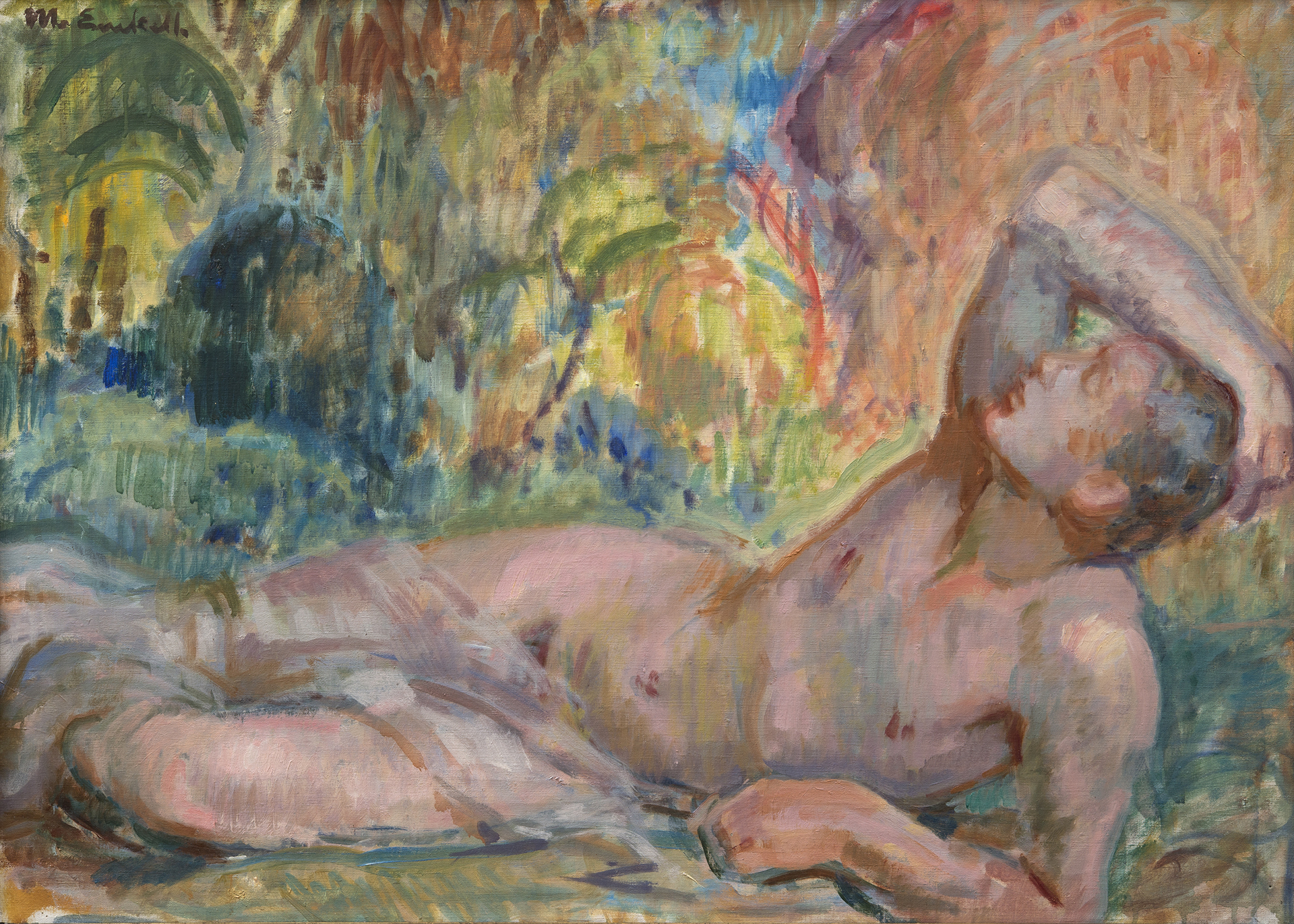
Adonis de Magnus Enckell.
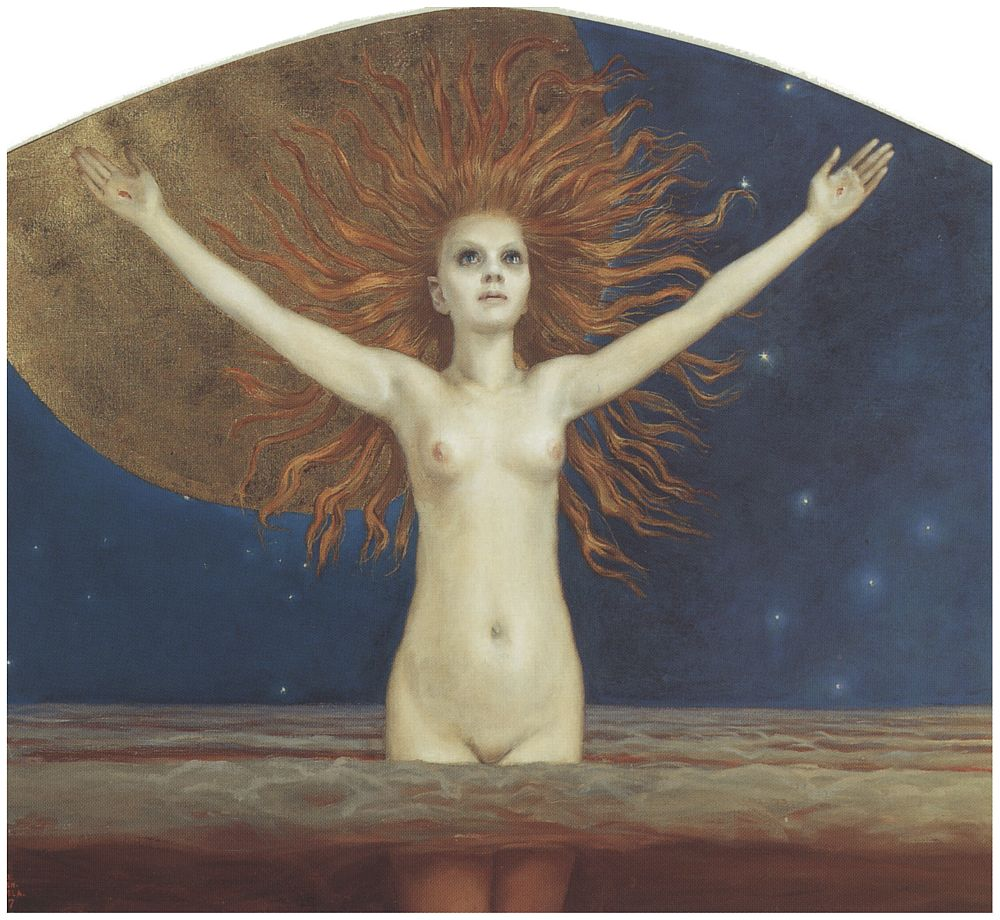
Ad Astra d'Akseli Gallen-Kallela.